# Oxudercinae
Az Oxudercinae a csontos halak (Osteichthyes) főosztályának sugarasúszójú halak (Actinopterygii) osztályába, ezen belül a sügéralakúak (Perciformes) rendjébe és a gébfélék (Gobiidae) családjába tartozó alcsalád.
Az Oxudercinae alcsaládba 10 nem és 41 faj tartozik.

## Rendszerezés
Az alcsaládba az alábbi 10 nem tartozik:
- Apocryptes Valenciennes, 1837 - 1 faj
  - Apocryptes bato (Hamilton, 1822)
- Apocryptodon Bleeker, 1874 - 2 faj
- Boleophthalmus Valenciennes, 1837 - 6 faj
- Oxuderces Eydoux & Souleyet, 1850 - 2 faj
- Parapocryptes Bleeker, 1874 - 2 faj
- Periophthalmodon Bleeker, 1874 - 3 faj
- Periophthalmus Bloch & Schneider, 1801 - 18 faj
- Pseudapocryptes Bleeker, 1874 - 2 faj
- Scartelaos Swainson, 1839 - 4 faj
- Zappa Murdy, 1989 - 1 faj
  - Zappa confluentus (Roberts, 1978)